# Міністерство сільського господарства Ізраїлю
Міністерство сільського господарства і аграрного розвитку Ізраїлю (івр. משרד החקלאות ופיתוח הכפר, Місрад га-гаклаут у-фітуах га-кфар) — урядова установа, створена у 1948 році як Міністерство сільського господарства Ізраїлю і до 1992 року носило цю назву. Згідно своєму призначенню відповідає за розвиток сільського господарства в Ізраїлі.

## Цілі міністерства
З утворенням держави Ізраїль в 1948 році перед урядом постало завдання забезпечення населення сільськогосподарською продукцією галузі. Для цієї мети було створено міністерство сільського господарства на чолі з першим міністром Аароном Цизлингом. На сьогоднішній день, сільськогосподарська галузь Ізраїлю забезпечує 92% харчової продукції, споживаної населенням країни . 
З часом міністерство стало займатися безліччю питань, так або інакше пов'язаних з сільським господарством і головні серед них:
- Збільшення сільськогосподарського експорту і на сьогодні він становить півтора мільярда доларів на рік [2]
- Захист лісових масивів в Ізраїлі
- Спільна з міністерством туризму програма з розвитку сільського туризму
- Боротьба з жорстоким поводженням з тваринами
- Заохочення молоді до переїзду на постійне місце проживання на периферію країни

Міністерство сільського господарства контролює п'ять сільськогосподарських округів: Центральний, від Хайфи до Єгуда; Північний, від Метули до Крайот; найбільший округ - Негев, від регіональної ради Йоав до Ейлата; Амакім, від Кінерета до Мертвого моря; округ Шфела.

## Структура міністерства
У міністерстві сільського господарства Ізраїлю десятки підрозділів, серед яких найважливішими є:
- Ветеринарна служба - контроль за імпортом та експортом тварин, запобігання небезпечних захворювань, контроль боєнь
- Регулювання рибного господарства
- Контроль за ввезенням сільськогосподарської продукції з території Палестинської автономії
- Спільна з Єврейським національним фондом робота по збереженню і розвитку лісових масивів країни
- Центр міжнародної співпраці та розвитку сільського господарства (CINADCO), спільна з міністерством закордонних справ Ізраїлю програма, що займається розвитком сільськогосподарських галузей у країнах, що розвиваються [3]
- Регулювання внутрішніх цін на сільськогосподарську продукцію
- Новітні технології у сільському господарстві та їх впровадження

## Сільськогосподарські спілки
В Ізраїлі існують кілька професійних спілок, які займаються розвитком окремих видів сільськогосподарської продукції:
- Союз рослинників, що включає виробників цитрусових, фруктів, овочів і квітів
- Союз виробників меду
- Союз виробників оливкової олії та маслин
- Союз виноробів та виноградарства
- Союз виробників молока
- Бавовняний союз
- Союз птахівництва

## Сільськогосподарські досягнення
З допомогою впровадження в сільськогосподарську галузь світових досягнень у сфері агропромисловості, Ізраїль міцно займає одне з провідних місць у світі. Наприклад, по удою молока від однієї корови із середнім удоєм в 9-12 тисяч літрів; з виробництва цитрусових;по врожайності картоплі (40 тонн з гектара) і т.д.. 
У зв'язку з нестачею водних ресурсів в Ізраїлі, велике поширення займає крапельне зрошення, при якому ретельно регульована подача вологи дає велику економію води і трудових витрат. 
Великого успіху домоглися ізраїльські селекціонери, які виростили знамениті на весь світ кавуни без кісточок і вишнеподібні помідори Черрі . 
Разом з тим, ізраїльське сільське господарство відчуває деякі проблеми, в основному через небажання ізраїльтян працювати в галузі. Лише 28% зайнятих у сільському господарстві складають жителі Ізраїлю, іншими є гастарбайтери з країн Близького Сходу та Палестинської Автономії .

## Міністри сільського господарства
| Имя            | Года                             | Партия                    |
| -------------- | -------------------------------- | ------------------------- |
| Аарон Цизлінґ  | 14.05.1948 — 10.03.1949          | Мапам                     |
| Дов Йосеф      | 01.06.1949 — 01.11.1950          | Мапай                     |
| Пінхас Лавон   | 01.11.1950 — 08.10.1951          | Мапай                     |
| Леві Ешколь    | 08.10.1951 — 25.06.1952          | Мапай                     |
| Нафталі Перец  | 25.06.1952 — 03.11.1955          | Мапай                     |
| Кадіш Луз      | 03.11.1955 — 17.12.1959          | Мапай                     |
| Моше Даян      | 17.12.1959 — 04.11.1964          | Мапай                     |
| Хаїм Ґваті     | 09.11.1964 — 03.06.1974          | Мапай, Маарах             |
| Аарон Озен     | 03.06.1974 — 20.06.1977          | Маарах                    |
| Аріель Шарон   | 20.06.1977 — 05.08.1981          | Шломцион                  |
| Сімха Ерлих    | 05.08.1981 — 19.06.1983          | Лікуд                     |
| Менахем Беґін  | 19.06.1983 — 10.10.1983          | Лікуд                     |
| Песах Ґрупер   | 10.10.1983 — 13.09.1984          | Лікуд                     |
| Арье Нахамкін  | 13.09.1984 — 22.12.1988          | Маарах                    |
| Аврагам Кац-Оз | 22.12.1988 — 15.03.1990          | Маарах                    |
| Іцхак Шамір    | 15.03.1990 — 11.06.1990          | Лікуд                     |
| Рафаель Ейтан  | 11.06.1990 — 31.12.1991          | Цомет                     |
| Іцхак Шамір    | 31.12.1991 — 13.07.1992          | Лікуд                     |
| Яаков Цур      | 13.07.1992 — 18.06.1996          | ГаАвода                   |
| Рафаель Ейтан  | 18.06.1996 — 06.07.1999          | Цомет                     |
| Егуд Барак     | 06.07.1999 — 05.08.1999          | ГаАвода                   |
| Хаїм Орон      | 05.08.1999 — 24.06.2000          | Мерец                     |
| Егуд Барак     | 24.09.2000 — 07.03.2001          | ГаАвода                   |
| Шалом Сімхон   | 07.03.2001 — 02.11.2002          | ГаАвода                   |
| Ципі Лівні     | 17.12.2002 — 28.02.2003          | Лікуд                     |
| Исраель Кац    | 28.02.2003 — 14.01.2006          | Лікуд                     |
| Зеєв Боїм      | 18.01.2006 — 04.05.2006          | Кадіма                    |
| Шалом Сімхон   | 04.05.2006 — 19.01.2011          | ГаАвода                   |
| Оріт Нокед     | 19.01.2011 — 18.03.2013          | Ацмаут                    |
| Яір Шамір      | 18.03.2013 — 14.05.2015          | Лікуд та Ісраель Бейтейну |
| Урі Ариель     | 14.05.2015 — 17 листопада 2019   | Еврейський дім            |
| Цахі Ганеґбі   | 20 січня 2020 —17 травня 2020    | Лікуд                     |
| Алон Шустер    | 17 травня 2020 —13 червня 2021   | Кахоль-Лаван              |
| Одед Форер     | з 13 червня 2021 —29 грудня 2022 | Ісраель Бейтейну          |
| Аві Діхтер     | з 29 грудня 2022                 | Лікуд                     |